# NFD
NFD is een Britse gothic rock-band.
De groep ontstond in 2002 uit diverse voormalige bezettingen van de legendarische Britse gothicrockband Fields of the Nephilim. De groepsnaam zou de afkorting zijn van Noise For Destruction.

## Bezetting
- Peter 'Bob' White: zang en gitaar
- Simon Rippin: drums
- Tony Pettitt: basgitaar
- Chris Milden: gitaar
- Stephen Carey: gitaar

## Discografie

### Albums
- 2004 - No Love Lost
- 2006 - Dead Pool Rising
- 2008 - Deeper Visions

### Singles
- 2003 - Break The Silence
- 2006 - Light My Way